# Oreolpium
Genre
Oreolpium est un genre de pseudoscorpions de la famille des Garypinidae.

## Distribution
Les espèces de ce genre se rencontre aux États-Unis et en Australie.

## Liste des espèces
Selon Pseudoscorpions of the World (version 3.0) :
- Oreolpium nymphum Benedict & Malcolm, 1978
- Oreolpium semotum Harvey & Šťáhlavský, 2010

## Publication originale
- Benedict & Malcolm, 1978 : Some garypoid false scorpions from western North America (Pseudoscorpionida: Garypidae and Olpiidae). Journal of Arachnology, vol. 5, p. 113-132 (texte intégral).